# Igreja Evangélica Luterana na América
A Igreja Evangélica Luterana na América (em inglês:  Evangelical Lutheran Church in America) (ELCA), criada em 1 de janeiro de 1988, é uma denominação mainline e a maior denominação luterana dos Estados Unidos, com sede em Chicago, Illinois.
Constituída em 1987 e operando desde 1988, a ELCA é resultado da fusão de três corpos luteranos: a American Lutheran Church (Igreja Luterana Americana), a Lutheran Church in America (Igreja Luterana na América), e a Association of Evangelical Lutheran Churches (Associação das Igrejas Evangélicas Luteranas).

## Membros
| Ano  | Igrejas | Membros   |
| ---- | ------- | --------- |
| 1988 | 11.120  | 5.251.534 |
| 2010 | 9.995   | 4.274.855 |
| 2018 | 9.091   | 3.363.281 |
| 2019 | 8.972   | 3.265.581 |
| 2020 | 8.894   | 3.142.777 |
| 2021 | 8.781   | 3.035.615 |
| 2022 | 8.640   | 2.904.686 |

Em 1988, ano do surgimento da ELCA, a denominação tinha 16.083 pastores, 11.120 congregações e 5.251.534 membros. Em 2010, seus números incluíam 17.258 clérigos, 9.995 congregações e 4.274.855 membros. Os estados com mais aderentes eram Dakota do Norte, Minnesota, Dakota do Sul, Iowa e Wisconsin. Apesar do declínio na taxa de membros, em 2012, mantinha sua posição como a sétima maior denominação dos Estados Unidos.
Ao final de 2018, nas estimativas da própria denominação, a ECLA tinha 3.363.281 membros batizados. Suas congregações eram 9.091, organizadas em 65 sínodos em nove regiões geográficas. Listava 17.214 líderes, dos quais 1.213 Ministros da Palavra e Serviço e 16.001 Ministros da Palavra e Sacramento. Do total geral, quase 32% dos clérigos eram mulheres.
Em 2021, a denominação publicou novas estatísticas. Segundo as informações fornecidas pela própria denominação, seu número de membros caiu para 3.035.615 e seu número de igrejas caiu para 8.781.
Em 2022, segundo estatísticas da denominação, tinha 2.904.686 membros, em 8.640 igrejas. Este foi o primeiro ano em que a denominação relatou número de membros menor que as Assembleias de Deus nos EUA, fazendo-a passar de terceira para a quarta maior denominação protestante do país.
A Igreja Evangélica Luterana na América mantém sete seminários, onde o número de mulheres e homens é quase igual. Além da educação teológica, a ECLA mantém 26 faculdades e universidades, 50 programas de aprendizado, 14 escolas secundárias, 296 escolas primárias, 1.573 programas para a primeira infância, 145 centros de acampamento e retiro.

## Liderança
A ELCA é chefiada por um Bispo Presidente, que é eleito pela Assembleia da Igreja para um mandato de seis anos. Como presidente da ECLA, coordena a Assembleia da Igreja, o Conselho da Igreja, a Conferência dos Bispos e os oficiais eleitos, fornece liderança e cuidado aos bispos dos 65 sínodos da igreja. Até o momento, quatro pessoas foram eleitas para o cargo de Bispo Presidente da ELCA.
- Herbert W. Chilstrom (1987-1995)
- H. George Anderson (1995–2001)
- Mark Hanson (2001-2007; 2007-2013)
- Elizabeth Eaton (2013-2019; 2019-)

Em outubro de 2013, a pastora Elizabeth A. Eaton foi eleita como a primeira bispa presidente da ECLA, sendo instalada em 5 de outubro de 2013. Foi reeleita em agosto de 2019.

## Posições oficiais

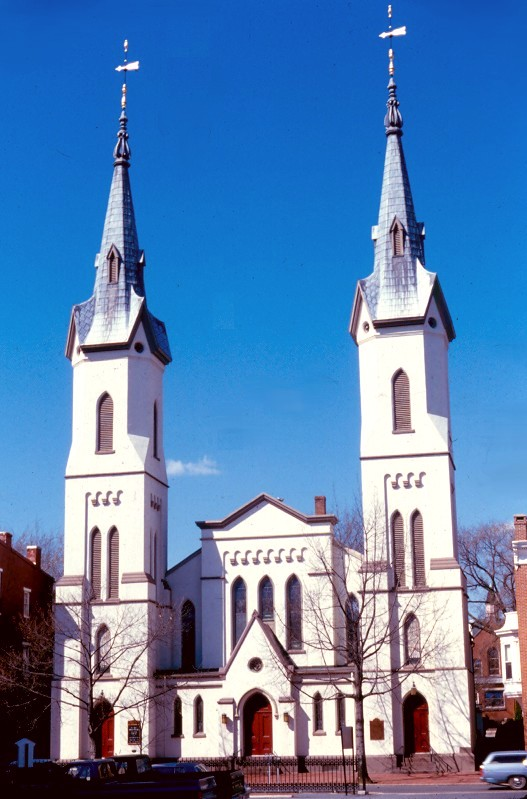
Igreja Evangélica Luterana em East Church Street, Frederick, Maryland, uma das mais antigas igrejas da denominação (1752)

A posição da ELCA em relação a homossexualidade, inclusive permitindo a ordenação de homossexuais, causou uma divisão em 2010, com membros descontentes gerando a North American Lutheran Church – NALC.
Em 13 de agosto de 2016, a ELCA aderiu à chamada para o desinvestimento em combustíveis fósseis, aprovado por maioria em Assembleia Geral. A medida visa a suspensão de investimentos em empresas do setor, e o redirecionamento de recursos para as energias renováveis.
A ELCA tem cooperado com a Igreja Evangélica de Confissão Luterana no Brasil, sendo ambas igrejas membros da Federação Luterana Mundial. Em agosto de 2019, a Pa. Sílvia Beatrice Genz, primeira pastora presidente da IECLB, participou da 15ª Assembleia Geral da Igreja Evangélica Luterana nos Estados Unidos, quando Rev. Eaton foi reeleita Bispa Presidente, e ambas assinaram um novo Convênio de Parceria entre a IECLB e a ELCA para os próximos dez anos.
Na mesma Assembleia Geral, a Igreja Evangélica Luterana nos Estados Unidos aprovou tornar-se o primeiro grupo eclesiástico santuário do país. A medida promete que, além de fornecer refúgio aos imigrantes sem documentos, a ELCA:
- Responderá a diligências, deportações e "criminalização" de imigrantes e refugiados;
- Combaterá casos individuais de deportação, pressionará para que finalizem as prisões em massa e promoverá as vozes dos imigrantes;
- Tomará "ações proféticas" para estender a "hospitalidade radical" aos imigrantes e comunidades de imigrantes.[15]

## Ecumenismo
A ELCA é membro do Conselho Mundial de Igrejas e do National Council of the Churches of Christ in the USA, e está em plena comunhão com a Igreja Episcopal dos Estados Unidos, a Igreja Morávia, Igreja Presbiteriana (EUA), Igreja Reformada na América, Igreja Unida de Cristo, e a Igreja Metodista Unida (EUA).

## Ligações Externas
- Evangelical Lutheran Church in America (em inglês)